# 릴리 마를렌 (영화)
《릴리 마를렌》(Lili Marleen)은 1981년 개봉한 서독의 드라마 영화이다. 라이너 베르너 파스빈더가 감독을 맡았으며, 랄레 안데르센의 소설 Der Himmel hat viele Farben 가 영화의 원작이다.